# 명탐정 디씨
명탐정 디씨(That Darn Cat!)는 미국에서 제작된 로버트 스티븐슨 감독의 1965년 영화이다. 헤일리 밀즈 등이 주연으로 출연하였고 월트 디즈니 등이 제작에 참여하였다.

## 출연

### 주연
- 헤일리 밀즈
- 딘 존스

### 조연
- 도로시 프로베인
- 로디 맥도웰
- 네빌 브랜드
- 엘자 란체스터
- 윌리엄 드마레스트
- 프랭크 고쉰
- 리처드 이스덤
- 그레이슨 홀
- 에드 윈
- 톰 로웰
- 리처드 데콘
- 아이리스 애드리언
- 리암 설리반
- 진 블래클리
- 래리 J. 블레이크
- 벤 레시
- 칼 헬드

## 제작진
- 공동제작: 론 밀러
- 공동제작: 빌 월시
- 세트: 할 가우스먼
- 세트: 에밀 쿠리
- 의상: 빌 토머스